# (1445) Konkolya
(1445) Konkolya (désignation provisoire 1938 AF) est un astéroïde de la ceinture principale.

## Description
(1445) Konkolya est un astéroïde de la ceinture principale. Il est découvert le 6 janvier 1938 à l'observatoire Konkoly par György Kulin.
Cet astéroîde est nommé en l'honneur de Miklós Konkoly-Thege, le fondateur de l'observatoire.
Il présente une orbite caractérisée par un demi-grand axe de 3,13 UA, une excentricité de 0,18 et une inclinaison de 2,3° par rapport à l'écliptique.

## Compléments